# Rodolphe Bruneau-Boulmier
Pour les articles homonymes, voir Bruneau.
Rodolphe Bruneau-Boulmier, né à Paris, est un journaliste, producteur, pianiste et compositeur français.

## Biographie
Rodolphe Bruneau-Boulmier est né à Paris et commence ses études musicales à l’école de musique de Laval. Il est titulaire d'un diplôme de musicologie auprès de la Sorbonne, d’un diplôme d’esthétique et de culture musicale au Conservatoire de Paris.
Depuis 2006, il est producteur à France Musique (Musique à la nrf, les dames du piano, les matinales d’été, les vendredis du Philhar, Dépêches notes) où il anime également En Piste ! depuis 2014, en collaboration avec Émilie Munera.
Il anime diverses conférences, notamment pour La Folle Journée de Nantes et le Festival d'automne à Paris.
Rodolphe Bruneau-Boulmier est également pianiste et compositeur ; ses œuvres ont été interprétées notamment par Claire-Marie Le Guay, Momo Kodama, Geoffroy Couteau, François-Frédéric Guy et Anne Queffélec,.
Il fonde en 2016 le festival Muse et Piano au Louvre-Lens et l'année suivante, il a un rôle de conseil pour l’ouverture du théâtre La Scala à Paris où il devient directeur de la musique, rôle qui s’étend à la Scala Provence-Avignon depuis son ouverture en 2022.
Il est membre du comité d’honneur des Étoiles du piano. En 2021, il était membre du jury de ce concours international de piano.
Son concerto pour piano Terra Nostra est créé en octobre 2021 par Mari Kodama à la Philharmonie de Berlin par le Deutsches Symphonie-Orchester Berlin sous la direction de Kent Nagano.